# Батяри (регбійний клуб)
РК «Батяри» — регбійна команда, заснована фанатами ФК «Карпати» Львів 2008 року. У березні 2010 року дебютували у 1-ій лізі чемпіонату України. Вже за рік команда підвищилась в класі й з квітня 2011 року виступала в елітному дивізіоні — Вищій лізі України. У сезоні 2015 клуб не подав заявку на участь у чемпіонаті.

## Створення, назва
Наявність регбійних команд серед фан-угрупувань багатьох регбійних команд країн Британії та Франції стала популярною в останні роки та набуває свого поширення. Львів став першим містом, що започаткувало цю ідею в Україні, яку в 2010 підхопили і дніпропетровці.
Львівські батя́ри — львівська субкультура, яка існувала з середини 19 століття до середини 20 століття.
РК «Сокіл», який вважається грандом львівського регбі, отримав хорошого спаринг партнера, а натомість молоді гравці РК «Батяри» мають змогу почерпати ігрової практики в більш досвідчених гравців в регбі. Гравці, які себе добре зарекомендували на тренуваннях, іграх, мають змогу спробувати себе в складі РК «Сокіл» проти найсильніших команд українського регбі, а саме: